# 登木目
登木目（とうぼくもく、学名：Scandentia）は、哺乳綱に分類される目。別名ツパイ目、登攀目（とうはんもく）、攀登目（はんともく）。
外見、行動はリスに似ているが、系統的には全く別の動物である。昆虫や果実を食べ、東南アジアの熱帯雨林に生息している。樹上性で、長い尾を持ち、やや細身のリスのような姿である。頭部は鼻が尖り、耳が小さい。
基本的な体の食構成は食虫類のものとよく似ており、実際食虫類に分類されていた。しかしながら、脳や目が大きい点で霊長目に似た外観を有し、かつ霊長目の種と比べて原始的な頭骨の特徴を持つため、20世紀初頭には最も原始的な霊長目のメンバーとして、霊長目に分類された。1960年代以降、系統上の再検討が加えられた結果、再び食虫類に戻される傾向が強まったが、現在では、その形質は非常に原始的な哺乳類の特徴をよく残したものであると認められ、独立した目として扱われる。
いずれにせよ、登木目が、霊長目と食虫類の中間的な特徴を備えていることは重要である。

## 生態
2008年のアメリカ科学アカデミー紀要(PNAS)によると、ツパイ目の一種ハネオツパイは、ヤシ科のブルタムヤシの花や花芽から分泌される蜜が発酵して最大数%のアルコールを含むようになった液体を、主要なエネルギー源として日常的に摂取していることがわかり、飲酒の習慣を持つ動物として話題となった。
人間に換算するとビールの大瓶を毎日7-8本摂取しているアルコール量になるが、体内の特別な酵素によって摂取したアルコールを速やかに代謝しているのではないかと考えられている。現在では5属16種が知られており、そのうち4属が昼行性である。拇指の対向性は十分でない。

## 分類
名前のtupaiはマレー語やインドネシア語で「リス（本目のようにリスのような動物も含む）」を指す語に由来する。古くは英名treeshrew（shrewはジネズミやトガリネズミの意だが、食虫目に含まれると考えられていたため）を直訳して「キネズミ」、独名Spitzhornchen（鼻口部の尖ったリスの意）の直訳である「トガリリス」や意訳である「リスモドキ」が和名として使用されることもあった。目名Scandentiaは「登る」の意。
骨格や歯から食虫目に含まれると考えられていたが、1920年代に眼や脳・盲腸などの内部形態から霊長目の祖先から分岐した生物とする説が提唱された。1945年には霊長目に含む体系が発表された。1980年代以降は霊長目に含めず、独立した目を形成する説が有力とされる。2000年代以降は分子系統推定の結果から霊長目・皮翼目とともに真主獣類を構成すると考えられているが、齧歯目・兎形目からなるグリレス類の姉妹群とする結果も得られている。
以下の現生種の分類・英名は、Helgen (2005) に従う。和名は川田ら (2018) に従う。
- ハネオツパイ科 Ptilocercidae
  - ハネオツパイ属 Ptilocercus
    - Ptilocercus lowii ハネオツパイ Pen-tailed treeshrew
    - †Ptilocercus kylin（化石種）[12]
- ツパイ科 Tupaiidae
  - マドラスツパイ属 Anathana
    - Anathana ellioti マドラスツパイ Madras treeshrew

  - ホソオツパイ属 Dendrogale
    - Dendrogale melanura ミナミホソオツパイ Bornean smooth-tailed treeshrew
    - Dendrogale murina キタホソオツパイ Northern smooth-tailed treeshrew

  - ツパイ属 Tupaia
    - Tupaia belangeri キタツパイ Northern treeshrew
    - Tupaia chrysogaster キンハラツパイ Golden-bellied treeshrew
    - Tupaia dorsalis シマツパイ Striped treeshrew
    - Tupaia glis コモンツパイ Common treeshrew
    - Tupaia gracilis ホソツパイ Slender treeshrew
    - Tupaia javanica ジャワツパイ Horsfield's treeshrew
    - Tupaia longipes アシナガツパイ Long-footed treeshrew
    - Tupaia minor ピグミーツパイ Pygmy treeshrew
    - Tupaia moellendorffi カラミアツパイ Calamian treeshrew
    - Tupaia montana ヤマツパイ Mountain treeshrew
    - Tupaia nicobarica ニコバルツパイ Nicobar treeshrew
    - Tupaia palawanensis パラワンツパイ Palawan treeshrew
    - Tupaia picta ペインテッドツパイ Painted treeshrew
    - Tupaia splendidula アカオツパイ Ruddy treeshrew
    - Tupaia tana オオツパイ Large treeshrew

  - フィリピンツパイ属 Urogale
    - Urogale everetti フィリピンツパイ Mindanao treeshrew

## 画像

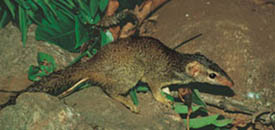
マドラスツパイ A. ellioti
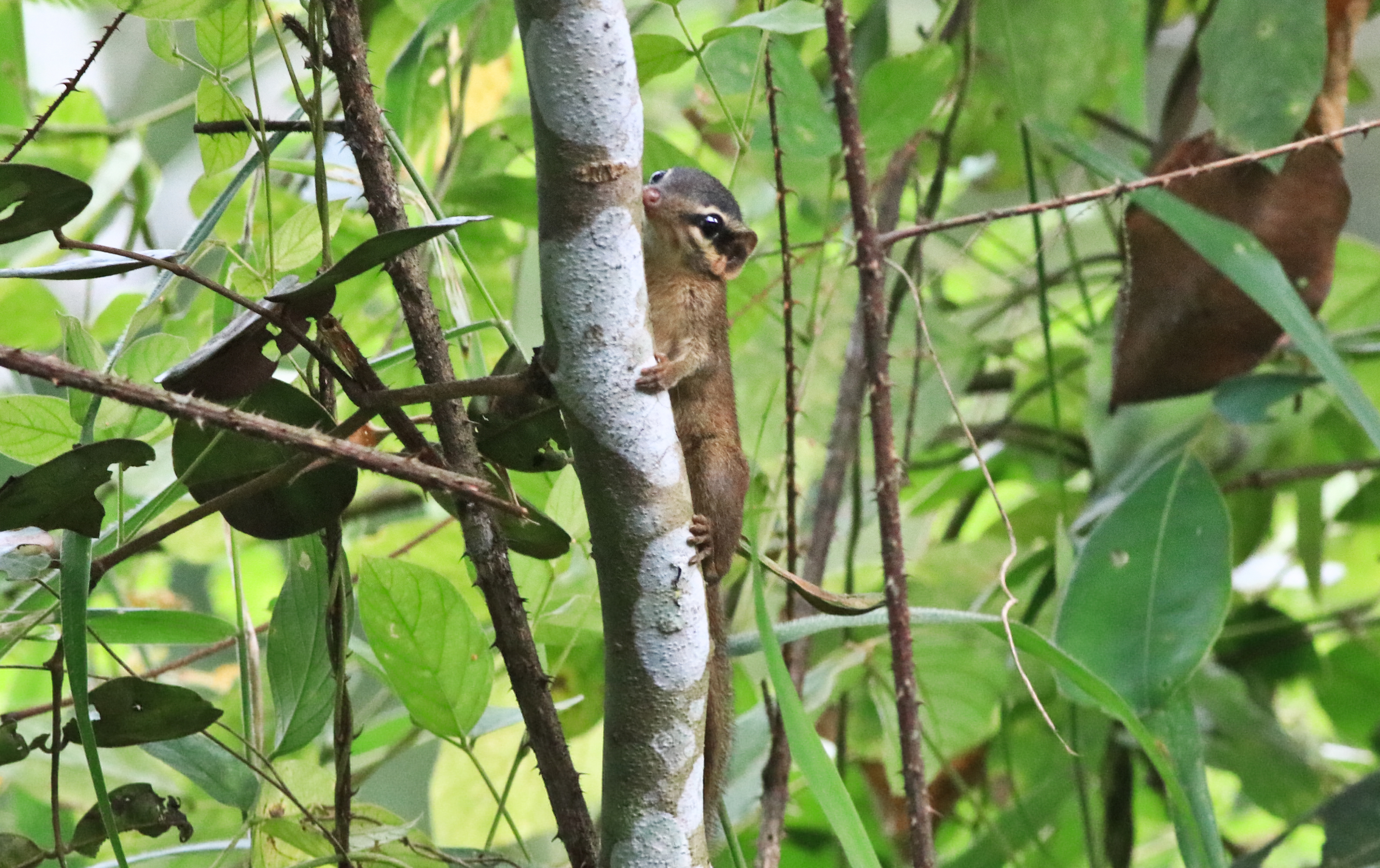
キタホソオツパイ D. murina